# Mercader

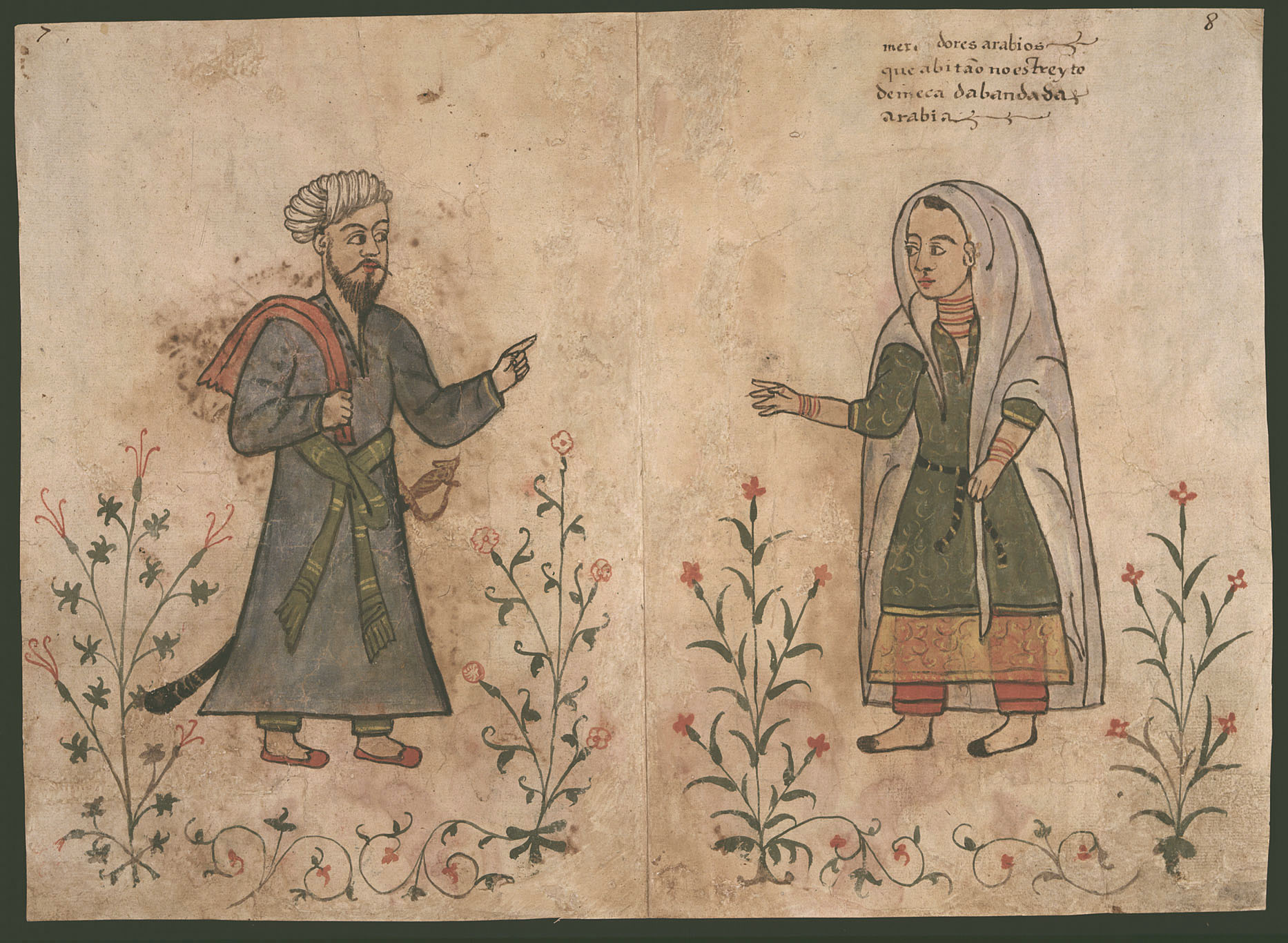
Estereotipo del mercader árabe.

Un mercader es una persona que trata o comercia con géneros vendibles, es decir, mercaderías o mercancías. Se le agrega diferentes calificativos en función de la mercancía con la que trabaja: mercader de hierro, mercader de telas, mercader de finanzas, etc. Es un término prácticamente en desuso que ha sido sustituido por «comerciante» o «distribuidor». 
Antiguamente, según el derecho marítimo-mercantil español, se denominaba «mercader» a: 
- El dueño de las mercaderías que se embarcaban
- El cargador de géneros propios o ajenos
- El fletador de un buque entero o a quintaladas
- El factor o el sobrecargo
- El encomendero cuando seguía el viaje en la nave conductora de los efectos confiados a su cuidado.

El mercader ha sido a lo largo de la historia un estereotipo de avaricia y corrupción, similar al recaudador de impuestos o abogado.

## Tipos de mercaderes
Hay distintos tipos de mercaderes como, por ejemplo, los siguientes:
- mercader de cajón: el que compraba los géneros crudos, los trabaja y los despacha o vende;
- mercader de calle: el que sacaba a la vía pública su tienda todos los días;
- mercader en grueso: el que comerciaba en géneros al por mayor (hoy denominado mayorista).